# Золотой жук (фильм)
«Золотой жук» (фр. Scarabée D'or) — немой короткометражный фантастический фильм Фернана Зекки и Сегундо де Шомона. Премьера состоялась во Франции в 1907 году.

## Сюжет
Учёный ловит золотого жука. Появляется котёл и учёный сжигает жука. Над огнём появляется дама с крыльями и котёл исчезает. Появляется фонтан и дама уходит фонтан, а учёного обрызгивает водой. Учёный ищет что-то. Вдруг фонтан начинает пускать фейерверки. В фейерверках появляется дама с крыльями. Фейерверки исчезают и появляются подружки крылатой дамы. Учёный пытается догнать даму. Подружки дамы несут котёл и сжигают учёного. Потом у дамы начинается праздник.

## Художественные особенности
В фейерверке можно увидеть даму, которая могла спускаться на специальной платформе. В роли жука была марионетка.